# Сјукуро Манабе
Сјукуро Манабе (јап. 眞鍋淑郎; 21. септембар 1931) је амерички метеоролог и климатолог образован у Јапану, био је пионир у употреби компјутера за симулацију глобалних климатских промена и природних климатских варијација. Добитник је Нобелове награде за физику 2021. године заједно са Клаусом Хаселманом и Ђорђом Паризијем за допринос физичком моделовању Земљине климе, квантификовању њене варијабилности и предвиђањима климатских промена.

## Биографија
Рођен је 21. септембра 1931. у префектури Ехиме у Јапанском царству. И његов деда и отац су били лекари који су водили једину амбуланту у селу. Један друг из разреда се присећа да је Манабе чак и у основној школи био заинтересован за време изјавивши „Да Јапан није имао тајфуне не бисмо имали толико кише”. Похађао је средњу школу Мишима у префектури Ехиме. Када је примљен на Универзитет у Токију његова породица је очекивала да студира медицину али је изјавио „Кад год је хитан случај крв ми јури у главу тако да не бих био добар лекар” и „Имао сам ужасно памћење и био сам неспретан са рукама. Мислио сам да је моја једина добра особина да гледам у небо и да се губим у својим мислима”. Придружио се истраживачком тиму Шигекате Шоно (1911—1969) и студирао је метеорологију. Дипломирао је 1953. године, магистрирао 1955. и докторирао 1958. на Универзитету у Токију. Након студирања је отишао у Сједињене Америчке Државе да ради на Одељењу за истраживање опште циркулације при Америчком метеоролошком бироу, сада Лабораторији за геофизичку динамику флуида Националне океанске и атмосферске администрације до 1997. године. Од 1997. до 2001. је радио у Јапану као директор Одељења за истраживање глобалног загревања. Године 2002. се вратио у Сједињене Америчке Државе као гостујући истраживачки сарадник на Програму атмосферских и океанских наука Универзитета Принстон. Био је ангажован као специјални професор на Универзитету Нагоја од децембра 2007. до марта 2014. Године 2021. му је додељена Нобелова награда за физику заједно са Клаусом Хаселманом и Ђорђом Паризијем за физичко моделовање климе на Земљи, квантификовање варијабилности и поуздано предвиђање глобалног загревања. Шуџи Накамура, добитник Нобелове награде за физику 2014. који је такође дошао из префектуре Ехиме и емигрирао у Сједињене Америчке Државе, му је честитао 6. октобра.

## Публикација
- Manabe, Syukuro; Smagorinsky, Joseph; Strickler, Robert F. (1965). „Simulated climatology of a general circulation model with a hydrologic cycle”. Monthly Weather Review. American Meteorological Society. 93 (12): 769—798. Bibcode:1965MWRv...93..769M. ISSN 0027-0644. doi:10.1175/1520-0493(1965)093<0769:scoagc>2.3.co;2 .
- Manabe, Syukuro; Wetherald, Richard T. (1967). „Thermal Equilibrium of the Atmosphere with a Given Distribution of Relative Humidity”. Journal of the Atmospheric Sciences. American Meteorological Society. 24 (3): 241—259. Bibcode:1967JAtS...24..241M. ISSN 0022-4928. doi:10.1175/1520-0469(1967)024<0241:teotaw>2.0.co;2.
- Manabe, Syukuro; Bryan, Kirk (1969). „Climate Calculations with a Combined Ocean-Atmosphere Model”. Journal of the Atmospheric Sciences. American Meteorological Society. 26 (4): 786—789. Bibcode:1969JAtS...26..786M. ISSN 0022-4928. doi:10.1175/1520-0469(1969)026<0786:ccwaco>2.0.co;2.
- Manabe, Syukuro; Wetherald, Richard T. (1975). „The Effects of Doubling the CO2Concentration on the climate of a General Circulation Model”. Journal of the Atmospheric Sciences. American Meteorological Society. 32 (1): 3—15. Bibcode:1975JAtS...32....3M. ISSN 0022-4928. doi:10.1175/1520-0469(1975)032<0003:teodtc>2.0.co;2.
- Stouffer, R. J.; Manabe, S.; Bryan, K. (1989). „Interhemispheric asymmetry in climate response to a gradual increase of atmospheric {\displaystyle {\ce {CO2}}}”. Nature. Springer. 342 (6250): 660—662. Bibcode:1989Natur.342..660S. ISSN 0028-0836. S2CID 4251851. doi:10.1038/342660a0. chem stripmarker у |title= на позицији 85 (помоћ)
- Manabe, S.; Stouffer, R. J.; Spelman, M. J.; Bryan, K. (1991). „Transient Responses of a Coupled Ocean–Atmosphere Model to Gradual Changes of Atmospheric {\displaystyle {\ce {CO2}}}. Part I. Annual Mean Response”. Journal of Climate. American Meteorological Society. 4 (8): 785—818. Bibcode:1991JCli....4..785M. ISSN 0894-8755. doi:10.1175/1520-0442(1991)004<0785:troaco>2.0.co;2. chem stripmarker у |title= на позицији 91 (помоћ)
- Manabe, S.; Spelman, M. J.; Stouffer, R. J. (1992). „Transient Responses of a Coupled Ocean-Atmosphere Model to Gradual Changes of Atmospheric {\displaystyle {\ce {CO2}}}. Part II: Seasonal Response”. Journal of Climate. American Meteorological Society. 5 (2): 105—126. Bibcode:1992JCli....5..105M. ISSN 0894-8755. doi:10.1175/1520-0442(1992)005<0105:troaco>2.0.co;2. chem stripmarker у |title= на позицији 91 (помоћ)
- Manabe, Syukuro; Stouffer, Ronald J. (1995). „Simulation of abrupt climate change induced by freshwater input to the North Atlantic Ocean”. Nature. Springer. 378 (6553): 165—167. Bibcode:1995Natur.378..165M. ISSN 0028-0836. S2CID 4302999. doi:10.1038/378165a0.
- Manabe, Syukuro; Stouffer, Ronald J (2000). „Study of abrupt climate change by a coupled ocean–atmosphere model” (PDF). Quaternary Science Reviews. Elsevier BV. 19 (1–5): 285—299. Bibcode:2000QSRv...19..285M. ISSN 0277-3791. doi:10.1016/s0277-3791(99)00066-9.
- Manabe, Syukuro; Broccoli, Anthony J. (2020). Beyond global warming : how numerical models revealed the secrets of climate change. Princeton: Princeton University Press. ISBN 978-0-691-05886-3.